# Parasmittina hanzawae
Parasmittina hanzawae är en mossdjursart som beskrevs av Kataoka 1960. Parasmittina hanzawae ingår i släktet Parasmittina och familjen Smittinidae. Inga underarter finns listade i Catalogue of Life.